# Filonivka, Radomîșl
Filonivka (în ucraineană Філонівка) este un sat în comuna Kotivka din raionul Radomîșl, regiunea Jîtomîr, Ucraina.

## Demografie
Componența lingvistică a localității Filonivka
     Ucraineană (98,88%)
     Rusă (1,12%)
Conform recensământului din 2001, majoritatea populației localității Filonivka era vorbitoare de ucraineană (98,88%), existând în minoritate și vorbitori de rusă (1,12%).